# Facultad de Enfermería (Universidad de la República)
La Facultad de Enfermería forma parte de las quince facultades de la Universidad de la República (UDELAR) en Montevideo, Uruguay. Su edificio principal se sitúa en la calle Doctor Américo Ricaldoni s/n.  

## Historia
En 1911 en el Uruguay se comenzaron a formar nurses según el modelo inglés en esta área, en una escuela dependiente de la asistencia pública. Más tarde, en 1950, bajo el influjo de la fundación del Hospital de Clínicas se creó la Escuela Universitaria de Enfermería, dependiente de la Facultad de Medicina. El 6 de agosto de 1994 se transforma de EUE a Instituto Nacional de Enfermería (INDE) asimilado a Facultad y dependiente del Consejo Directivo Central de la Universidad de la República. En el 2004 pasa a ser Facultad de Enfermería, su primer decana fue Raquel Mazza.
La Facultad de Enfermería es la única de la Universidad de la República en posee programas de pregrado, grado, posgrado, proyectos de investigación y extensión a nivel nacional. Su estructura académica abarca: Educación, Administración, Adulto y Anciano, Comunitaria; Niño, Niña y Adolescente, Materno Infantil y Salud Mental. Sus Unidades de: Investigación, Extensión, Pedagógica, Enseñanza Virtual y Aprendizaje (UnEVA), y Tecnológica (UTEC).
Cuenta con 3215 estudiantes matriculados, según el VII Censo de Estudiantes Universitarios de la República, 2012.
Cuenta con sedes en otros lugares del Uruguay: en Salto,calle Rivera 1350, en Rivera y Rocha.
Desde 2022 el decano es el profesor y magíster Fernando Bertolotto.
En 2024 la Facultad de Enfermería festejó sus 20 años como facultad dependiente.

## Títulos
La facultad cuenta con una Escuela de Verano y otorga títulos intermedios, de grado y posgrado:
- Licenciado en Enfermería
- Auxiliar de enfermería.

## Estudiantes
La Matrícula de Estudiantes de la Facultad de Enfermería ha sido de: 107 en 1960, 80 en 1968, 1539 en 1988,  2672 en 1999, 3215 en 2012.